# Answer Seizure Ratio
ASR (англ. Answer Seizure ratio) и ABR (англ. Answer Bid Ratio) — статистические параметры, определяющие качество связи в заданном направлении через определённый узел телефонии, например АТС или коммутатора (или софтсвича в IP-телефонии).
ASR и ABR определены Международным союзом электросвязи (ITU) в SG2 рекомендации: E.411: «International network management — Operational guidance».
ASR рассчитывается как процентное отношение числа отвеченных вызовов к общему количеству попыток вызовов в заданном направлении. Так как такие ситуации, как занятость абонента и другие ситуации, когда отвергается вызов, считаются как неудачные попытки вызовов, расчётное значение параметра ASR может меняться в зависимости от поведения вызываемого абонента.
Формула: ASR = (состоявшиеся сеансы связи / попытки) * 100.
ABR - это коэффициент занятости абонентов, т.е. количество успешных (получивших ответ) вызовов по отношению к количеству вызовов, когда вызываемый абонент был занят.
Формула: ABR = (состоявшиеся сеансы связи / количество попыток связи с занятым абонентом) * 100
Понижение величины среднестатистических значений ABR или ASR означает повышение перегрузки сети телефонии. Однако повышение величины ABR или ASR не означает понижения перегрузки сети, так как вызовы могут оставаться без ответа по иным причинам.
Обычно среднестатистические параметры ASR и ABR рассчитывают для какого-то периода времени (количества вызовов) для каждого отдельного направления,  что бы оценивать не абсолютное значение, а динамику изменений.